# Martin Švec
Martin Švec, né le 24 octobre 1994 à Brünn, est un joueur professionnel de squash représentant la République tchèque. Il atteint, en avril 2023, la 68e place mondiale sur le circuit international, son meilleur classement. 

## Biographie
Il commence à jouer à l'âge de sept ans après avoir vu jouer son frère plus âgé.